# كيمبرلي (ويسكونسن)
كيمبرلي (بالإنجليزية: Kimberly, Wisconsin)‏ هي بلدة تقع في الولايات المتحدة في مقاطعة أوتاغامي. يقدر عدد سكانها بـ 6,468 نسمة ومساحتها 6.27 كم2وترتفع عن سطح البحر 223.12 متر.

## التركيبة السكانية
قام مكتب تعداد الولايات المتحدة بتحديد بيانات التركيبة السكانية لكيمبرلي في تعداد الولايات المتحدة. في ما يلي، التركيبة السكانية حسب تعدادي 2000 و2010.

### تعداد عام 2000
بلغ عدد سكان كيمبرلي 6,146 نسمة بحسب تعداد عام 2000، وبلغ عدد الأسر 2,507 أسرة وعدد العائلات 1,677 عائلة مقيمة في القرية. في حين سجلت الكثافة السكانية 3,265.9 لكل ميل مربع (1,261.0/كم2). وبلغ عدد الوحدات السكنية 2,593 وحدة بمتوسط كثافة قدره 1,377.9 لكل ميل مربع (532.0/كم2).
وتوزع التركيب العرقي للقرية بنسبة 97.54% من البيض و 0.72% من الأمريكيين الأصليين و 0.83% من الأمريكيين ذوي الأصول الآسيوية و 0.26% من الأمريكيين الأفارقة و 0.49% من عرقين مختلطين أو أكثر.
بلغ عدد الأسر 2,507 أسرة كانت نسبة 32.2% منها لديها أطفال تحت سن الثامنة عشر تعيش معهم، وبلغت نسبة الأزواج القاطنين مع بعضهم البعض 56.2% من أصل المجموع الكلي للأسر، ونسبة 7.8% من الأسر كان لديها معيلات من الإناث دون وجود شريك، وكانت نسبة 33.1% من غير العائلات. تألفت نسبة 28.2% من أصل جميع الأسر من أفراد ونسبة 11.8% كانوا يعيش معهم شخص وحيد يبلغ من العمر 65 عاماً فما فوق. وبلغ متوسط حجم الأسرة المعيشية 3.04، أما متوسط حجم العائلات فبلغ 2.45.
بلغ العمر الوسطي للسكان 35 عاماً. وكانت نسبة 25.8% من القاطنين تحت سن الثامنة عشر، وكانت نسبة 7.5% بين الثامنة عشر والأربعة وعشرون عاماً، ونسبة 33.0% كانت واقعةً في الفئة العمرية ما بين الخامسة والعشرون حتى والأربعة وأربعون عاماً، ونسبة 18.7% كانت ما بين الخامسة والأربعون حتى الرابعة والستون، ونسبة 15.0% كانت ضمن فئة الخامسة والستون عاماً فما فوق. يوجد لكل 100 أنثى 96.5 ذكر، ويوجد لكل 100 أنثى في الثامنة عشر من عمرها فما فوق 93.4 ذكر.
بلغ متوسط دخل الأسرة في القرية 46,370 دولار، أما متوسط دخل العائلة فبلغ 54,692 دولار. وكان متوسط دخل الذكور 40,213 دولار مقابل 26,581 دولار للإناث. وسجل دخل الفرد الخاص بالقرية 20,933 دولار. وكانت نسبة 1.5% من العائلات ونسبة 3.1% من السكان تحت خط الفقر، وكان من هؤلاء نسبة 2.7% تحت سن الثامنة عشر ونسبة 6.6% في الخامسة والستين من العمر وما فوق.

### تعداد عام 2010
بلغ عدد سكان كيمبرلي 6,468 نسمة بحسب تعداد عام 2010، وبلغ عدد الأسر 2,739 أسرة وعدد العائلات 1,760 عائلة مقيمة في القرية. في حين سجلت الكثافة السكانية 2,861.9 نسمة لكل ميل مربع (1,105.0/كم2). وبلغ عدد الوحدات السكنية 2,871 وحدة بمتوسط كثافة قدره 1,270.4 لكل ميل مربع (490.5/كم2).
وتوزع التركيب العرقي للقرية بنسبة 94.0% من البيض و 0.9% من الأمريكيين الأصليين و 2.1% من الأمريكيين ذوي الأصول الآسيوية و 0.8% من الأمريكيين الأفارقة و 1.4% من عرقين مختلطين أو أكثر.
بلغ عدد الأسر 2,739 أسرة كانت نسبة 31.4% منها لديها أطفال تحت سن الثامنة عشر تعيش معهم، وبلغت نسبة الأزواج القاطنين مع بعضهم البعض 49.8% من أصل المجموع الكلي للأسر، ونسبة 8.9% من الأسر كان لديها معيلات من الإناث دون وجود شريك، بينما كانت نسبة 5.5% من الأسر لديها معيلون من الذكور دون وجود شريكة وكانت نسبة 35.7% من غير العائلات. تألفت نسبة 30.3% من أصل جميع الأسر من أفراد ونسبة 13.3% كانوا يعيش معهم شخص وحيد يبلغ من العمر 65 عاماً فما فوق. وبلغ متوسط حجم الأسرة المعيشية 2.92، أما متوسط حجم العائلات فبلغ 2.35.
بلغ العمر الوسطي للسكان 38.1 عاماً. وكانت نسبة 24.4% من القاطنين تحت سن الثامنة عشر، وكانت نسبة 7% بين الثامنة عشر والأربعة وعشرون عاماً، ونسبة 27.6% كانت واقعةً في الفئة العمرية ما بين الخامسة والعشرون حتى والأربعة وأربعون عاماً، ونسبة 24.4% كانت ما بين الخامسة والأربعون حتى الرابعة والستون، ونسبة 16.4% كانت ضمن فئة الخامسة والستون عاماً فما فوق. وتوزع التركيب الجنسي للسكان بنسبة 48.6% ذكور و51.4% إناث.